# Cryptochironomus hirtalatus
Cryptochironomus hirtalatus är en tvåvingeart som först beskrevs av Beck 1964.  Cryptochironomus hirtalatus ingår i släktet Cryptochironomus och familjen fjädermyggor.
Artens utbredningsområde är Florida. Inga underarter finns listade i Catalogue of Life.